# 강박 (1690년)
강박(姜樸, 1690년 ~ 1742년 10월 15일)은 조선 후기의 문신, 성리학자, 서예가로, 본관은 진주(晉州)이고 자(字)는 자순(子淳), 호는 국포(菊圃), 혜포(惠圃)이다. 조선 후기 남인이 정치적으로 몰락한 후의 근기남인의 지도자의 한 사람이었으며, 이인좌의 난으로 불이익을 겪은 뒤에는 후대의 남인 문신, 문인들을 양성하였다. 채제공 등은 한때 그의 문하에서 수학하였다.
생부는 강석훈(姜碩勛)으로, 생모는 이서우의 딸이다. 이미 큰아버지인 강석번(姜碩蕃)의 양자로 입양되었다. 큰어머니이자 양어머니는 이후걸(李後傑)의 딸이다. 음서로 관직에 올라 통덕랑(通德郞)으로 재직 중 1714년(숙종 40) 숙종이 친히 낸 절일제에 장원하여 특별히 급제라는 칭호를 받고, 이듬해의 식년문과에 을과로 급제해 홍문관 부수찬과 수찬 등을 지냈다. 송시열(宋時烈)의 사사를 어진 이를 해친 것이라는 노론 유생의 상소에 반대하여, 송시열의 죽음을 정법이라 칭하고 윤휴를 선현이라 했다가 숙종의 비위를 거슬려 삭직당하고, 그해 4월 안주로 유배되었다가 1719년 광산(光山)으로 이배되었다.
이후 복직하여 영양현감을 거쳐 1723년(경종 3) 홍문록에 들고, 홍문관정자, 수찬, 부교리 등을 역임하고 정미환국 때 소론이 집권하자 등용되어 통정대부, 함종부사, 장례원판결사, 홍주목사까지 올랐다. 그러나 1728년 생가의 외조부 이서우의 서자 이익관, 이순관 등과 서녀사위 민관효 등이 이인좌의 난에 참여하여 괘서, 격문을 돌리는 등의 활동을 하다가 처형되었으므로, 호적상으로는 큰아버지에게 입양되었지만 불이익을 당했다. 이후 관직에 나가지 못했으며 한때 서용을 청하는 건의가 올라갔지만 묵살당했다. 시문과 문명으로 이름높았지만 연좌제의 피해자가 되어 생애 후반에는 관직 임용에 불이익을 겪어 실직을 얻지 못하였다. 이후 시문과 학문을 가르치며 후학 양성으로 소일하였다. 사후 증 가의대부 이조참판 겸 홍문관제학에 추증되고 진릉군(晉陵君)에 추봉되었다. 강홍립은 그의 종증조부가 된다. 이서우의 문인이다.

## 생애

### 출생과 가계
여말선초의 문신 강회백의 동생인 통계공 강회중(姜淮仲)의 후손으로, 선조 때 문과에 급제하고 좌참찬 진흥군(晉興君)을 지낸 강신(姜紳)의 4대손이며, 5대조 강사안(姜士安) 역시 문과 급제자였으며 고조부의 생부 강사상(姜士尙)은 문과급제 후 우의정에 이르렀다. 증조부는 강홍익(姜弘益)이고, 할아버지는 강언(姜琂)이다. 광해군 때의 무신으로 명청 전쟁에 파견되었던 강홍립(姜弘立)은 그의 종증조부가 된다. 생부는 성균관진사였던 강석훈(姜碩勛)이며, 생모는 우계이씨(羽溪李氏)로 이서우(李瑞雨)의 딸이다. 큰아버지인 통덕랑으로 사후 증 이조참의에 추증된 강석번(姜碩蕃)에게 양자로 입양되었으며, 큰어머니이자 양어머니인 용인이씨(龍仁李氏)는 이후걸(李後傑)의 딸이고, 선조의 아홉번째 서자 경창군 이주의 외손녀였다.
큰아버지이자 양아버지인 강석번 역시 자신의 5촌 당숙이자 할아버지 강홍익의 형 강홍수(姜洪秀)의 아들 진사 강후(姜珝)의 양자로 출계하였다.
그는 한성부에서 태어났으며, 승정원일기에 기록에 의하면 1724년 11월 20일 당시 그의 집은 한성부 도성 밖에 있었다 한다. 큰아버지의 양자가 되어 상주군 사람이 되었다. 어려서 친아버지 강석훈을 잃고, 뒤에 큰아버지 통덕랑 증 이조참의 강석번의 양자가 되어 성장하였다. 생가의 외조부 이서우에게서 글을 배웠다.

### 초기 활동
그뒤 음서로 관직에 올라 통덕랑(通德郞)이 되었다. 그런데 국조방목에는 그의 전력을 통덕랑으로 하고 있는데, 숙종실록에는 유학(幼學)으로 등재되어 있다. 유학은 관직을 갖지 않은 인물을 말한다. 
1699년(숙종 25) 2월 1일 당시 그는 춘추관기사관으로 재직하고 있었다. 같은 날 세자(훗날의 경종)의 병환이 나은 것에 대해 관료들을 포상할 때 기사관이었던 강박은 아마 1필을 하사받았다. 1704년 4월 10일에는 경상도도사로 부임하였다.
1714년(숙종 40) 3월 26일 절일제(節日製)에 숙종이 친히 내는 주제에 수석으로 선발되어, 바로 전시에 응시할 수 있는 직부전시의 자격이 주어졌으며 1715년(숙종 41년) 3월 급제(及第)의 칭호를 받았다. 1715년(숙종 41년) 5월 21일 가주서에 임명되었는데, 5월 22일 그 해의 식년문과에 을과로 급제하여 바로 승정원의 사변가주서(事變假注書)가 되고, 가주서, 1716년 3월 승문원부정자(承文副正字)를 거쳐 홍문관정자(正字)가 되었으나, 그해 왕실의 외척 민진원(閔鎭遠)과 어유구(魚有龜) 등을 탄핵했다가 삭직당하고, 이해 음력 윤 3월 말 평안도 안주(安州)에 유배되었다. 이때 노론계 유생이 올린 상소문에서 송시열의 사사를 두고 당인(黨人)이 어진이를 죽인 참화(慘禍)라고 하는 한편, 백호 윤휴(尹鑴)를 비방한 일을 두고 선현을 비방했다고 하여 이것도 문제시되었다. 그는 송시열이 화(禍)를 입은 것을 정법(正法)이라 칭했다가 이것도 노론의 공격 대상이 되었다. 숙종은 그의 조의(造意)가 음참(陰慘)하므로 삭직도 가볍다며 멀리 원배(遠配)로 유배하라고 명하였다. 
그러나 유배 후 양아버지 강석번의 상을 당해 일시적으로 석방, 풀려났다가 1717년 4월 유배지로 돌려보내졌다. 1719년 광산(光山)으로 옮겨졌다가 곧 풀려났다. 1719년 12월 1일 승문원부정자로 복직하고, 1721년 4월 승문원정자가 되었으나 병으로 문신전강에 나가지 않아, 예문관봉교 여선장(呂善長)의 탄핵을 받고 면직되었다. 1722년(경종 2) 3월 부사과(副司果)에 임명되었고, 4월 21일 예조좌랑, 5월 26일 병조좌랑에 임명되었다. 같은 해 7월 실록청 겸춘추의 후보자로 추천되었으나 8월 7일 영양현감으로 임명되어 부임했는데, 그는 이때 영남의 인사들과 사귀었다.

### 관료 생활
1723년(경종 3) 홍문록(弘文錄)에 뽑히고, 홍문관수찬이 되었으며, 이듬해 부수찬이 되었다. 경종이 죽자 그의 죽음을 애도하는 <의릉만사(懿陵挽詞)>를 지었다. 1724년 영조 즉위 후 그해 11월 다시 부수찬에 임명되고, 바로 입직에 패초하지 않은 일로 의금부의 추고를 받게 되었으나 임금이 도로 명령을 봉하게 하였다. 집이 도성 밖이었는데 바로 패초하지 않은 일이 문제시되기도 했다. 12월 또다시 부수찬으로 재임명되었다. 이듬해 1월 수찬에 임명되었으나 패초하지 않아 문제시되었다. 바로 사직서를 올려 어머니의 병구완을 청하자 영조가 허락하였다. 1725년(영조 1) 수찬이 되어 영조에게 붕당 대해 왕의 편견이 있어서는 안된다며 중립을 지킬 것을 상소하였다. 1725년 8월부터 <총명쇄록 (聰明瑣錄)> 99편을 집필하였다.
1725년(영조 1) 1월 8일 당시 조지서 별제 방만규가 김일경 옥사와 연관된 자를 엄하게 징토할 것을 청하는 상소를 올렸는데, 이때 영조는 말이 심하다는 이유로 방만규를 사판(仕版)에서 삭거하라 전교하였다. 이후 그는 부교리 이광보(李匡輔), 의정부좌참찬 강현(姜鋧), 관학 유생 이복령(李復齡) 등과 함께 방만규의 국문을 청하는 상소를 올려 17일 방만규에 대하여 친국(親鞫)을 거행하였다.  그해 7월 김일경의 옥사가 발생했는데, 필선 나학천(羅學川)이 사직의 이유의 하나로 그가 자신을 헐뜯었다는 것을 이유로 들기도 하였다.
1727년 부교리를 거쳐 다시 수찬이 되어 유신 이광보(李匡輔)와 경연시강관으로 경연에 참여하였고, 그해 7월에도 방만규의 국문을 청하였다. 1727년 7월 17일 수찬으로 경연에 참여하여 심경(心經)을 진강하고 7월 19일에는 중용(中庸)을 임금에게 진강하면서 그는 영조에게 본심을 굳게 지키는 것(存心)은 글로써가 아니라 스스로가 충분히 직접 체득함(體認)이 소중함을 강조하였다. 그해 7월 19일의 경연(經筵)에서 영조가 윤지술(尹志述)을 정몽주나 사육신과 동급이라고 지적하자, 그는 윤지술은 선조정에서 윤상(倫常)을 범한 인물이라고 영조의 말에 반박하다가 파직당하였다. 그해 8월 2일 부사과에 임명되고 8월 30일 부사직에 임명되었다. 그러나 소론을 다 죽이자고 한 노론 강경파에게 염증을 느낀 영조가 정미환국(丁未換局)으로 소론이 집권시키자, 남인을 일부 채용하자는 소론당의 정책에 따라 소론의 영수 영의정 이광좌(李光佐)의 천거로 기용되어 수찬으로 임명되었다. 이후 부교리를 거쳐 교리에 임명되고, 이때 선왕의 병석을 제대로 발표하지 않은 어유구를 공격했다. 이후 시강원 필선 등을 역임하였다. 이어 실록청 도청 낭청(實錄廳都廳郎廳)으로 경종실록의 편찬에 참여하였다.
그해 11월 7일 수찬으로 병든 어머니의 병구완을 위한 상소를 올렸으나 얼마 뒤 부교리에 임명되었다. 11월 16일에 다시 어머니의 병구완을 위한 사직을 청했으나 부교리직과 실록청 낭청직을 그만두지 말고, 본직에 있으면서 구완하라는 답을 받았다. 그해 12월 12일 패초를 어겼다는 이유로 파직되었으나 다음날 바로 병비에 의해 부사과에 임명되고 12월 21일 다시 부교리가 되어 실록청 도청 낭청을 겸직했다
1728년 1월 11일 부교리가 되고 실록청 도청 낭청을 겸직했으며 시독관으로 경연에 참여하였다. 이후 부수찬(副修撰)이 되었으며 필선(弼善)이 되었다. 1728년(영조 5) 1월 소론 강경파인 이인좌, 이일좌, 신천영(申天永), 정희량 등이 충청도 청주성에서 거병하여 이인좌의 난이 발생하였다. 이때 그의 생외조부 이서우의 서자 이익관, 이순관 등과 서녀사위 민관효 등이 이인좌의 난을 일으키자 많은 사람이 이와 연좌되었고, 이익관, 이순관에 연좌되어 생가 외삼촌 이홍관은 참형당하자, 그도 연좌되어 파직되었다.

### 생애 후반
1728년 2월 함종부사(咸從府使)로 부임했다가 장례원판결사에 임명되었지만 계속된 공세로 면직되었다. 노론이 집권하자 벼슬을 사직하고 향리에 돌아갔다. 이미 과거 시험에 응시하기 전에 백부의 양아들로 입양된 상태이므로, 생가와는 법적으로 남남이었지만 생가의 처가, 생외가의 일로 불이익을 받았다. 이후  홍주목사를 지냈지만 1730년(영조 6년) 결국 그는 이에 연좌되어 지색(枳塞)되고, 출사에 제한을 받게 된다.
1737년(영조 13) 12월 경연에서 출사가 막힌 20명의 서용을 논의할 때, 조현명이 그의 이름을 언급했지만 영조는 듣지 않았다. 1736년(영조 12년) 7월에 딸을 잃고 그해 11월에는 갓 삼가례(성인식)를 치른 16세 난 아들 강필시(姜必詩)를 잃어버려 혈육을 다 잃고 말았다. 뒤에 양자 강필악(姜必岳)을 들여 세륜과 세백으로 후손이 이어졌다.
1739년에는 괴질에 걸려 말도 못하고 앞이 안보였으나 곧 나아, 괴질에 걸렸지만 장난삼아 쓴다는 <여득괴질불능언(余得怪疾不能言) 불식자만시희필(不識字漫試戱筆)>이라는 자조 시를 남겼다.
| “ | 口瘖未發狂妄言(구음미발광망언) 입은 벙어리되어 광망(狂妄) 한 말도 못하고, 眼障不識憂患字(안장불식우환자) 눈은 가려서 우환(憂患) 이란 글자도 못보네. 偉哉造物如相我(위재조물여상아) 위대하구려, 조물주가 나를 도움이여 自此一身都無事(자차일신도무사) 이로부터 내 한 몸 오로지 무사(無事) 하겠네. | ” |

1742년 송인명이 그는 이순관의 외조카이니 베어 죽여야 된다고 하자, 비변사 당상 이종성(李宗城)이 실언이라고 맏받아쳤다. 송인명은 "강박(姜樸)은 곧 이순관(李順觀)의 생질(甥姪)인데, 이순관의 죄는 한(漢)나라 법으로 논한다면 구족(九族)을 베어야 했다."고 하자, 이종성은 "대신이 실언(失言)하고 있다. 구족까지 베는 것을 어찌 성명(聖明)한 조정에서 할 수 있는 말이냐"며 논박했고, 영조는 논의를 중단하게 했다.
그는 채유후, 이민구, 이서우의 시맥과, 오상렴(吳尙濂), 채팽윤(蔡彭胤) 등 이서우의 다른 문인들의 시맥도 계승한 인물로도 지명되었다. 채제공(蔡濟恭)에 의하면 남인계(南人系)의 시맥(詩脈)은 지봉 이수광(芝峰 李晬光)에서 동주 이민구(東州 李敏求)와 호주 채유후(湖洲 蔡裕後·1599~1660)로 이어지고, 다시 송파 이서우(松坡 李瑞雨)로, 또 다시 희암 채팽윤(希菴 蔡彭胤)과 연초재 오상렴(燕超齋 吳尙濂)으로 이어졌다. 이 시맥을 약산 오광운(藥山 吳光運)과 국포 강박(1690~1742)이 잇고 다시 석북 신광수(石北 申光洙)와 번암 채제공, 해좌 정범조(海佐 丁範祖·1723~1801) 등이 잇고 이를 다산(茶山) 정약용(丁若鏞)이 이었다." 한다. 그밖에도 그는 정희보(鄭熙普), 김광우(金光遇) 등과도 교유하였고, 정조 대의 남인 지도자인 채제공이 그의 문하에서 글을 베우기도 했다. 남인계 시인이자 저명한 학자, 문장가로서 남인 문인들은 이익의 문하 외에도 그의 문하에 출입하면서 학문과 문장, 시문 등을 배웠다.
1742년(영조 18) 10월 15일에 사망하였다.

### 사후
묘소는 상주군 함창 양범재사(陽凡齋舍) 후록 임좌에 매장되었다가 뒤에 상주군 이안면으로 이장되었다.
훗날 증 가의대부 이조참판 겸 홍문관제학에 추증되고, 진릉군(晉陵君)에 추봉되었다.

## 저서
- 《국포집(菊圃集)》
- 《국포쇄록(菊圃瑣錄)》
- <총명쇄록 (聰明瑣錄)>

## 가족 관계
- 할아버지 : 강언(姜琂)
- 친 아버지 : 강석훈(姜碩勛)
- 친 어머니 : 우계이씨(羽溪李氏), 이서우(李瑞雨)의 딸
- 양 아버지이자 백부 : 강석번(姜碩蕃)
- 양 어머니이자 백모 : 용인이씨(龍仁李氏), 이후걸(李後傑)의 딸
- 부인 : 전주이씨(全州李氏), 효령대군의 후손 판서 이만선(李萬選)의 딸
  - 딸 : 진주강씨(? ~ 1736년 7월)
  - 아들 : 강필시(姜必詩, 1721년 ~ 1736년 11월)
  - 양자 : 강필악(姜必岳)
    - 양 손자 : 강세륜
    - 양 손자 : 강세백
- 양 외조부 : 이후걸(李後傑)
- 양 외조모 : 전주이씨, 선조의 아홉번째 서자경창군 이주의 딸

- 장인 : 이만선(李萬選, 1654년 ~ 1735년), 호조판서 증 좌찬성 이명(李溟)의 증손, 이량 5대손
- 장모 : 동복오씨(同福吳氏), 오시겸(吳始謙)의 딸

- 생가 이종질 : 유득공(柳得恭, 류득공, 1748년 12월 24일(음력 11월 5일) ~ 1807년 10월 1일(음력 9월 1일))
- 양 외외증조부 : 경창군 이주, 선조의 아홉번째 서자
- 종증조부 : 강홍립(姜弘立)

## 기타
국포 강박의 중매로 채제공은 오광운의 질녀, 오광운의 형 오필운(吳弼運)의 딸과 결혼하였다. 이로 인해 채제공은 청남의 지도자로서 영조 말 정조 초의 정국을 주도하였다.

## 같이 보기
- 이민구
- 채유후
- 윤선도
- 이서우
- 오상렴
- 채팽윤
- 채제공
- 강홍립
- 경창군 이주

## 참고 자료
- 상주문화원, 《상주를 빛낸 사람들 Ⅳ》 (상주문화원, 2015년)